# Antonio Martín Benítez
Antonio Martín Benítez (Montijo, Badajoz; 1952) es un periodista y presentador español. 4 de diciembre de 1952

## Biografía
Nace y reside en Montijo (Badajoz) hasta los cuatro años, posteriormente se traslada con su familia a Don Benito (Badajoz), donde vive siete años y de ahí a Barbastro (Huesca) donde reside otros siete años. Es en esta localidad donde comienza su carrera profesional en Radio Juventud en 1968. Después, colaboró con Radio Juventud de Zaragoza en 1969 y en el diario Nueva Rioja de Logroño.
En 1970 se traslada a vivir a Madrid, donde reside veintisiete años, excepto un paréntesis de un año, donde es director de TVE-Andalucía. Tras llegar a Madrid colabora con Radio Juventud de España entre 1970 y 1971 y obtiene la licenciatura en Periodismo y en Ciencias de la Imagen por la Facultad de Ciencias de la Información (Universidad Complutense de Madrid) y la titulación por la Escuela Oficial de Radiodifusión y Televisión (especialidad de Programación). 
En 1973 ingresa en RTVE, donde es redactor de los Servicios Informativos y del programa Última edición en RNE,  reportero de El revistero y Sí o no y ayudante de realización en diversos programas informativos y de variedades en Televisión Española. 
En septiembre de 1976 pasa a la redacción del Telediario 2.ª edición de TVE donde desempeña la jefatura de información sociolaboral y la dirección-adjunta para Nacional de ese informativo.
En enero de 1983 es nombrado director de TVE-Andalucía; en febrero de 1984 es director de los Servicios Informativos de Radio Nacional de España y en septiembre de 1985, jefe del Gabinete de Información y Relaciones Externas de RTVE.
Entre junio de 1989 y septiembre de 1990, dirige y presenta en La 2, Noticias 2. En septiembre de 1990 pasa a dirigir el Telediario 3.ª edición (Diario Noche) y el espacio de entrevistas de actualidad Punto de vista. Desde diciembre de 1994 dirige y presenta el Telediario Internacional de TVE que se emite en La 1 y en TVE Internacional. En octubre de 1996 dirige el grupo operativo de TVE para la puesta en marcha del Canal 24 horas con destino a la oferta digital de TVE Temática y paralelamente conduce La luna inmóvil en RNE. 
En 1997 se traslada a vivir a Sevilla, donde vive desde entonces. Recién llegado a la capital andaluza, en el mes de septiembre, pasa a dirigir el informativo matinal de Canal Sur Radio y entre 1998 y 2000 el informativo nocturno y de mediodía de Canal Sur Televisión.
Entre septiembre de 2000 y junio de 2019, dirige y presenta La hora de Andalucía en Canal Sur Radio y presenta y dirige la tertulia informativa El observatorio en Canal Sur Televisión, participando asimismo, en los programas de debate de esta cadena.
En 2007 fue indemnizado por una noticia falsa contra su persona en la que se vio involucrado un guardia de seguridad.
En abril de 2008 ofreció una conferencia sobre la ópera La hija del regimiento de Gaetano Donizetti, organizada por La Arcadia-Jerez y coincidiendo con la puesta en escena de este título en el Teatro Villamarta.
Ha sido profesor de Información Audiovisual y de Taller Audiovisual de 3.⁰ curso de Periodismo en la Universidad Francisco de Vitoria asociada a la Universidad Complutense de Madrid y ha impartido diferentes cursos sobre información y comunicación aplicada en el Instituto Universitario de Comunicaciones Avanzadas de la Facultad de Ciencias de la Información de la Universidad Complutense de Madrid, así como numerosas conferencias en distintos foros y universidades. También fue miembro del Consejo de Administración de la Universidad Pablo de Olavide de Sevilla.
Es socio del Club Internacional de Prensa, y tiene una sociedad unipersonal, llamada Corral de Comunicaciones, S. L.

## Premios
- Premio de Periodismo del Club Internacional de Prensa por su labor en televisión (1990).
- Antena de Oro de Televisión (1989) y Radio (2001), concretamente en el programa La hora de Andalucía de Canal Sur Radio.
- Premio de Periodismo Manuel Alonso Vicedo (2004).
- Premio Salvador de Madariaga (mayo de 2006).
- Premio Nacional de Periodismo Pedro Antonio de Alarcón (2015).[4]